# Richard Stankiewicz

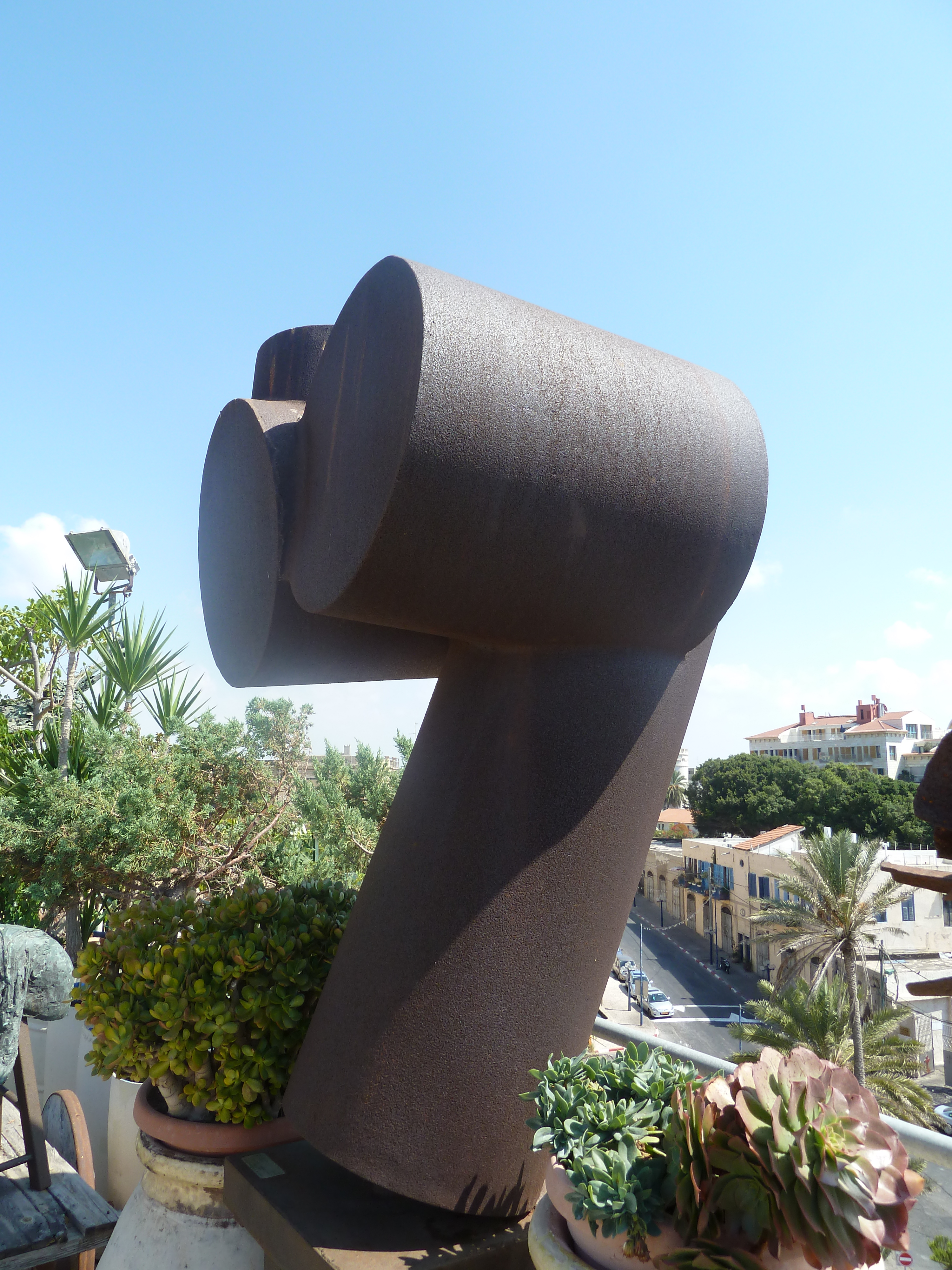
"Miraklet i skrothögen", som visas i Ilana Goor Museum, Jaffa.

Richard Stankiewicz, född 18 oktober 1922 i Philadelphia, Pennsylvania, död 27 mars 1983 i Worthington, Massachusetts,  var en amerikansk skulptör.

## Biografi
Stankiewicz föddes i Philadelphia men flyttade efter sin faders död 1928 till Detroit där han ibland roade sig med att göra leksaker av upphittat skrot. Han började måla och skulptera under sin tid i amerikanska marinen, där han tjänstgjorde från 1941 till 1947. Från och med 1948 och påföljande år, studerade han i New York City med Hans Hofmann. Åren 1950-1951, fortsatte han sina studier i Paris under Fernand Léger och Ossip Zadkine. 
Vid sin återkomst till New York, anslöt sig Stankiewicz till kooperativet Hansa Gallery där han gjorde utställningar fram till slutet av 1950-talet, men flyttade till Stable Gallery 1959. Han deltog också i ett flertal grupp- och separatutställningar, bland annat Young America 1957 på Whitney Museum of American Art, Järn i elden vid Contemporary Arts Museum i Houston (1957), Venedigbiennalen (1958), separatutställning på Stable Gallery 1959, och Museum of Modern Art landmark Assemblage show, som turnerade internationellt 1963-1964.
År 1962 lämnade han New York och flyttade till Huntington, Massachusetts. Han fortsatte att arbeta och framträda internationellt med sin konst fram till sin för tidiga död i cancer 1983. 
Hans verk finns i museisamlingar, såsom i Hirshhorn Museum and Sculpture Garden, Carnegie Museum of Art, Smithsonian American Art Museum, Cleveland Museum of Art, Walker Art Center, Moderna museet i Stockholm och Centre Georges Pompidou i Paris.